# Малахит
Малахитът е минерал, чийто цвят произхожда от медта в състава му. Има различни цветове, но те всичките клонят към зелено. Най-популярният и днес малахит е с наситено зелен цвят. Формулата, с която се означава, е CuCO3.Cu(OH)2. Блясъкът на този минерал е стъкловиден. Повърхността на камъка е много крехка. Като цяло малахитът е чуплив и податлив на одрасквания. И днес за ценителите на такива природни богатства, малахитът е изключително скъп. Минералът е открит още в древни времена. В древен Египет дори са го използвали като грим, който са си нанасяли само фараоните и някои влиятелни особи, находище на малахит в Африка се намира в днешен Заир.
В по-късен етап от времето малахитът се използвал и се окачал на амулети, като се вярвало, че предпазва от опасности. Другото име на минерала е „Огледалото към душата“, точно защото древните са мислели, че той може да проникне и да отрази душата на притежателя му. Находища на малахит има в Русия, Заир, Чили, Австралия и други.
В България малахит е известен в окислителната зона на много медни и полиметални находища. Образците от тях са само с колекционна стойност. Плътен декоративен малахит е намерен в находище Елаците, Етрополско. Установен е също така в находище Кремиковци, Софийско.
Сборникът с руски приказки „Малахитовото ковчеже“ (Малахитовая шкатулка, 1939 г.) е сред най-известните произведения на руския писател-фолклорист Павел Бажов и особено приказката „Каменното цвете“ и майстор Данило.

## Галерия
- Азурит, малахит от района на Лъки, Родопи, кол. Веселина Бресковска – Музей по минералогия, петрология и минерални ресурси към Софийския университет
- Малахит от Осеновлаг, Софийско, кол. Георги Бончев – Музей по минералогия, петрология и минерални ресурси към Софийския университет